# Johann Georg Hamann
Johann Georg Hamann (Königsberg, 1730. augusztus 27. – Münster, 1788 június 21.) német filozófus író és lantjátékos.

## Életrajza
Teológiát és filozófiát tanult. Állami szolgálatban működött Königsbergben, de folyton szükséggel küzdött és céltalanul hányódott.
Fő művei: Sokratische Denkwürdigkeiten (1759) és Kreuzzüge der Philologen (1762), rendszertelen,  de új és mély eszmékben gazdag könyvek. Friedrich Karl von Moser nevezte el Észak Mágusának. A név utal a napkeleti bölcsekre, és Hamann königsbergi származására.. A nagy közönség nem értette őt és nem is tudott róla, viszont annál nagyobb hatással volt kora jeleseire, elsősorban Herderre, aki a szó igazi értelmében Hamann tanítvány, de Goethére, Johann Georg Jacobira, Jean Paul Richterre és másokra is.
A költészetet az emberiség nyelvének tekintette, és nem akarta, hogy a költőt elavult szabályokkal korlátozzák, Nézeteivel ő volt az első megindítója annak a forradalmi mozgalomnak a német irodalomban, melyet már a kortársak Sturm und Drang névvel jelöltek. Munkáit kiadták Roth: Sämmtliche Schriften (1821-43, 8 kötet) és Petri (1872-74, 4 kötet) Életét megírták Gildemeister: Johann George Hamanns Leben und Schriften, műveinek új kiadásával, 1857-72. 6 kötet) és Poel (1874-76, 2 kötet). Jelentőségét legjobban kifejtette Minor (1881); levelezését Herderrel kiadta Hoffmann (1889).

## Magyarul
- Johann Georg Hamann válogatott filozófiai írásai; vál., ford., jegyz., előszó, utószót Rathmann János; Jelenkor, Pécs, 2003 (Zétémata)